# Тайхо (ненґо)
Тайхо́ (яп. 大宝 — тайхо, «великий скарб») — ненґо, девіз правління імператора Японії з 701 по 703 роки.

## Проголошення девізу
3 травня 701 року, у відповідь на поставку золота з острова Цусіма, імператор Монбу проголосив слово «Тайхо» девізом свого правління. За п'ять років цей ненґо буде змінено на «Кей'ун».

## Хронологія
- 1 рік （701） — створення першого найповнішого японського законодавчого зводу Тайхо Ріцурьо;
- 2 рік （702） — вступ у дію основних положень зводу;
- 3 рік （703） — укладання перших реєстрів знаті та інвентарних списків.

## Порівняльна таблиця
| Роки Тайхо              | 1    | 2    | 3    | 4    |
| Григоріанський календар | 701  | 702  | 703  | 704  |
| Китайський календар     | 辛丑 | 壬寅 | 癸卯 | 甲辰 |